# Straßburg
Straßburg è un comune austriaco di 2 133 abitanti nel distretto di Sankt Veit an der Glan, in Carinzia; ha lo status di città (Stadtgemeinde). Si trova nella Gurktal, la valle formata dal fiume Gurk e circondata dalle Alpi della Gurktal, modesti e boscosi rilievi alpini.

## Monumenti e luoghi d'interesse
- Castello di Straßburg. Il primo nucleo abitato di Straßburg venne fondato a soli 2 km ad est del duomo di Gurk, limitrofa alla più antica Lieding, in un territorio che già dall'898 faceva parte delle proprietà della famiglia della santa Hemma di Gurk, per donazione dell'imperatore Arnulf. La nobile Imma, forse nonna di Hemma, ottenne per Lieding dall'imperatore Ottone II, nel 975 il diritto di battere moneta, di mercatura e di dazio. Già un secolo e mezzo più tardi il vescovo Roman di Gurk fece erigere, prima del 1147, una fortezza non solo a difesa ma anche a simbolo del proprio potere, ai piedi della quale si sviluppò ben presto un borgo artigianale che ottenne, intorno al 1200, il diritto di mercatura e una cinta muraria nonché, prima del 1346, i diritti civili. Per la sua esigua importanza politica all'interno del ducato di Carinzia nonché per la sua posizione marginale sul territorio austriaco, la cittadina di Straßburg ha mantenuto le dimensioni che possedeva nell'alto Medioevo. Sui resti della cinta muraria, a ovest dell'originaria porta di Gurk si conserva, una nicchia con un epitaffio del vescovo Walther von Vatz (1200-1213), il quale aveva fondato il mercato e ne aveva la giurisdizione. Di grande interesse è il fortilizio che sovrasta la cittadina e che ne porta il nome. Esso costituisce uno dei sistemi di difesa medievali più imponenti e rappresentativi del territorio. La costruzione venne voluta dal vescovo Roman I di Gurk (1131-1167), il quale fece costruire anche il locale duomo. Racchiude, all'interno di un anello poligonale, che verso nord mantiene ancora oggi un'altezza di 9 metri, un'ampia corte con una solida costruzione a est, completamente rimaneggiata attorno al XV secolo. La suggestiva cappella, nell'angolo a sud est, è sorta più tardi (1200 circa). Costituita da un'aula trasversale rettangolare con coro semicircolare anticipato ma sporgente a bovindo das profilo delle mura, essa fu fortemente modificata, a più riprese, fino al 1680 circa. Fu persino rialzata, con un soffitto a volta, che ne mutò le originarie proporzioni. Negli ultimi restauri sono stati rinvenuti anche dei reperti romani, presso l'arco di trionfo, e l'originale finestra sulla chiusura absidale del coro. Sempre intorno al 1200, all'ingresso ad ovest, fu costruito il mastio, originariamente a quattro piani, su pianta quadrata, accessibile al secondo piano sul lato del cortile. L'intera parte sud del fortilizio era occupata da un corpo allungato, della prima metà del Trecento, modificato a fasi successive, il quale purtroppo nel 1915 crollò quasi completamente. Nel tardo Medioevo si continuò ad edificare ad ovest e tra il 1583 e il 1584 il vescovo Christoph Andreas von Spaur realizzò per il magazzino e le scuderie, una imponente costruzione rinascimentale con un loggiato a sette campate e un piano terra tripartito, collegato al piano superiore da un corridoio. Per l'occasione il prelato assunse il famoso scalpellino e mastro architetto Johann Anton Verda (1550-1600), originario della zona di Lugano nel Canton Ticino. Egli fu, tra le altre cose, anche collaboratore di Domenico dell'Allio nella realizzazione delle fortificazioni e nella costruzione del Landhaus a Klagenfurt. Nel 1685 il vescovo conte Johann di Goëss (ultimo committente della residenza vescovile) fece aggiungere alla fortificazione occidentale del castello il complesso della porta, in uno stile risalente al primo barocco. Un anno dopo aggiunse anche una porta al palazzo del castello oltre all'imponente loggia archivoltata intorno alla corte centrale. Un terremoto nell'anno 1767 suggerì il trasferimento della residenza vescovile, che passò prima nella vicina Pöckstein (1780) e poi definitivamente a Klagenfurt (1787). La struttura fortificata di Straßburg andò a poco a poco in rovina a causa di fulmini e terremoti e solamente intorno a metà degli anni '50 si diede inizio ai lavori per la sua messa in sicurezza. Nel 1995 venne costituito il circolo culturale "Schloß Straßburg", il quale si dette il compito di ridar vita al sito storico e di farlo conoscere ai turisti grazie alle molteplici manifestazioni, ma soprattutto attraverso la realizzazione di interessanti mostre tematiche.
- Castello di Pöckstein nell'omonima località.